# Ediciones Nueva República
Ediciones Nueva República fue una editorial de libros española fundada el 1999 en Barcelona por Juan Antonio Llopart. Se caracterizó por su edición y distribución de libros y CD neofascistas y supremacistas blancos.
El 8 de octubre de 2009, la Audiencia de Barcelona condenó a dos años y medios junto con pagar 6.000 euros  a Juan Antonio Llopart por dedicar libros que negaban el Holocausto e incitación al odio racial. Aunque posteriormente fue absuelto el 2011, al ser considerados como necesarios para el estudio de estos.